# Шарпланински партизански одред
Шарпланински народноослободилачки партизански (НОП) одред је био партизанска јединица у саставу Народноослободилачке војске и партизанских одреда Југославије током Другог светског рата на територији Косова и Метохије, Србија.

## Историјат
Формиран је 3. новембра 1942. код места званог Калуђерски камен (на Шар-планини). Због сталних потера бугарских окупационих јединица и полиције, и наступајуће зиме, Одред је средином децембра 1942. привремено расформиран, а део људства пребацио се у рејон Урошевца и са нешто бораца из Македоније формиран је 6. јануара 1943. Карадачки НОП одред, који је дејствовао на подручју Скопске Црне Горе. Од људства тог Одреда и мобилизацијом нових бораца, нарочито из села у Сиринићу (предео 15 км југозападно. од Урошевца) и Средачкој, 18. марта 1943. поновно је обновљен Одред; у његов састав ушао је 9. мај 1943. и НОП одред Емин Дураку. Постојање и деловање Одреда на Шар-планини и Скопској Црној Гори било је од великог значаја за даљи развој ослободилачког покрета у тој области. Без ослонца на друге јединице НОВ и ПОЈ, и упућен само на базе у Средачкој и Сиринићкој жупи, Одред се тешко одржавао, те је Обласни комитет КПЈ за Косово и Метохију послао из Одреда са Шар—планине једну групу за Малесију, а другу за Скопску Црну Гору ради прихватања новог људства. Маја месеца у Одред је ступило око 90 метохијских радника, који су били на раду у Албанији. Одред је крајем јуна водио борбу против албанске милиције у рејону Опоља (12 км јужно од Призрена), а 7. јула у близини села Севца (југозападно од Штрпца) напао је италијанску караулу. Јула и августа је дејствовао на подручју Тетова, кад је у његове редове ступило више бораца из Македоније. Крајем септембра 1943. Одред је подељен на три дела: једна група остала је на Шар—планини где су се у то време задржавали Главни штаб и Обласни комитет КПЈ за Косово и Метохију; друга група упућена је преко Карадака за Козјак планину (код Куманова), а главнина је предузела марш из села Вратнице (19 км севеноисточно од Тетова), преко гребена Шар-планине, планине Коритника, албанске територије (Љуме, Лума и Пешкопије) ка Дебру, где је 22. октобра 1943. ушла у састав тада формираног Косовско-метохијског НОПО, док се група партизана из главнине Одреда вратила с енглеском мисијом за Шар—планину (која је затим отишла на кумановски терен). На северним падинама Шар—планине поновно је 6. новембра 1943. формиран Одред од остављене групе бораца, новопридошлог људства и око 40 Црвеноармејаца који су побегли из немачког логора у Урошевцу. После борби код села Вејца (9 км северозападно од Тетова), Јажинца (10 км југозападно од Качаника), Горњег Села и Горњег Љубиња (у Средској) и код села Манастирице (10 км југоисточно од Призрена), у другој половини новембра 1943, против балистичких, бугарских и немачких потерних одреда, Одред је поновно разбијен, па се по групама повукао у Сиринић и у рејон Урошевца. У пролеће 1944. Одред је по четврти пут обновљен и дејствује на Шар-планини до краја септембра 1944, кад је његово људство ушло у састав 8. прешевске и 12. бујановачке бригаде.